# Трофим Лисенко
Трофим Денисович Лисенко (рус. Трофи́м Дени́сович Лысе́нко, укр. Трохи́м Дени́сович Лисе́нко, Trokhym Denysovych Lysenko; 29. септембар 1898 — 20. новембар 1976) био је совјетски агроном и биолог. Као ученик, Лисенко се заинтересовао за пољопривреду, где је радио неколико различитих пројеката, од којих је један укључивао ефекте варијација температуре на животни циклус биљака. То га је касније навело да размисли о томе како би овај рад могао да искористи за претварање озиме пшенице у пролетну пшеницу. Процес је назвао „јаровизација” на руском језику, да би га касније превео као „вернализација”. Лисенко је био снажан заговорник меког наслеђивања и одбацио је Менделову генетику у корист псеудонаучних идеја названих Лисенкоизам.
Његова експериментална истраживања о побољшавању приноса житарица донела су му подршку совјетског вође Јосифа Стаљина, посебно након глади и губитка продуктивности услед присилне колективизације у неколико регија Совјетског Савеза почетком тридесетих година 20. века. Лисенко је постао директор Института за генетику у оквиру Совјетске академије наука 1940. године, а остваривање политичког утицаја и моћи додатно је осигурало његове антименделовске доктрине у совјетској науци и образовању.
Совјетски научници који су одбијали да се одрекну генетике, отпуштени су са својих положаја и остављени у сиромаштву. Стотине, ако не и хиљаде других, су затворене. Неколико их је осуђено на смрти као непријатељи државе, укључујући ботаничара Николаја Вавилова. Научно неслагање са Лисенковим теоријама о наслеђивању које је стечено животном средином формално је забрањено у СССР 1948. године.
Иако је Лисенко остао на свом положају у Институту за генетику до 1965. године, његов утицај на совјетску пољопривредну праксу опао је након смрти Стаљина 1953. године.

## Дела
- Heredity and Its Variability (1945)
- The Science of Biology Today (1948)